# Marionia bathycarolinensis
Marionia bathycarolinensis is een slakkensoort uit de familie van de Tritoniidae. De wetenschappelijke naam van de soort is voor het eerst geldig gepubliceerd in 2005 door Smith & Gosliner.